# Беляев, Василий Павлович
Васи́лий Па́влович Беля́ев (1901—1943) — советский художник, поэт, журналист.

## Биография
Учился в Строгановском училище и во Вхутемасе (1918—1921), окончил отделение археологии и искусствоведения МГУ. В 1926—1927 годах служил в 46-м стрелковом полку дивизии имени Киквилидзе в Новгороде.
Участвовал в первой русской художественной выставке в Берлине (1922). Участвовал в художественных выставках «Десять лет РККА» (1928), «15 лет РККА» (1933), «Советский Дальний Восток (1928). В 1931 году в Москве состоялись две персональные выставки Беляева, сначала во Всекохудожнике, затем в клубе писателей.
Совершил несколько творческих поездок по Арктике: в 1929 году на ледоколе «Александр Сибиряков», в 1930 году — на ледоколе «Малыгин». Участвовал в зверобойной экспедиции Совторгфлота. Совершил творческие поездки На Алтай, (1924), в Узбекистан и Туркмению (1925), Закавказье (1926), Бурят-Монголию и на Дальний Восток (1928).
В 1930—1931 годах в течение полутора лет работал в Якутии по заданию местного ЦИКа. По итогам поездки были проведены многочисленные выставки работ Беляева в городах Якутии, Москве и Ленинграде. Тогда же Беляев написал и опубликовал поэму «Хохочой». По результатам многочисленных поездок по стране сделал несколько серий работ, среди которых «На первом съезде писателей», «Строители метро», «Материковый Север», «Зверобойный промысел» и др. В середине 30-х годов совершил несколько творческих экспедиций по Советской Азии: на сессию Киргизского ЦИКа, по заданию подготовительного комитета выставки «Индустрия социализма» в города Узбекистана. Член Союза писателей. Мастер книжной графики — иллюстрировал книги Н. Шпанова, М. Пришвина, и др. В. П. Беляева называли одним из пионеров советского изорепортажа. Работы художника хранятся в Государственной Третьяковской галерее, ГМИИ, музеях Рязани, Вологды, Калуги, Ашхабада,
Участник Великой Отечественной войны, пропал без вести под Сталинградом.